# 芭比之珍珠公主
《芭比之珍珠公主》（英語：Barbie: The Pearl Princess）是环球影业於2014年2月15日發售的錄影帶首映動畫作品。該作為芭比動畫系列的第27部電影，该作主人公是由芭比扮演的美人鱼公主—露米娜。
香港於2014年3月4日由洲立影視有限公司代理發行DVD。台灣於2014年4月16日由傳訊時代多媒體股份有限公司代理發行DVD。2018年11月4日在東森幼幼台首播。中国大陆由新汇集团上海声像出版社有限公司出版发行。

## 劇情
露米娜是一個可以隨意操縱珍珠魔法的美人魚，她可以讓珍珠跳舞，甚至能用魔法把珍珠裝飾在其他人身上。露米娜和女巫的席拉阿姨以及好友粉紅色的海馬庫達一同居住在隱蔽的洞穴里，席拉阿姨禁止露米娜在除了家以外的地方使用珍珠魔法，并告訴她這十分危險，露米娜並不理解席拉阿姨為什麼要這麼做。露米娜一直很嚮往能參加皇家舞會，希望有一天能離開家，去皇家城堡看看。
有一天，莫瑞找到了席拉阿姨，並說他帶來他的主人卡利戈的口信，讓席拉阿姨去皇家舞會，並讓她在國王的酒杯裡下毒，這樣卡利戈的兒子就能繼承王位。席拉阿姨拒絕了這個要求，但是莫瑞威脅她說要是她不照他說的做，他就公開說是席拉阿姨殺了公主，席拉阿姨只得答應他的要求，莫瑞在臨走前將皇家舞會邀請卡給了席拉阿姨。露米娜突然回到了家，席拉阿姨嚇得丟掉了皇家舞會邀請卡，急忙將莫瑞給趕出了家門。露米娜聽到他們在說皇家城堡的事，并好奇地問席拉阿姨是不是要去皇家城堡，還請求席拉阿姨能帶她一起去。席拉阿姨拒絕了露米娜，並說去城堡的路上很危險，這事沒得商量。席拉阿姨在臨走時告訴露米娜和庫達她很快就會回來，讓她們不要去離家太遠的地方。露米娜和庫達在家裡發現了席拉阿姨忘帶的皇家舞會邀請卡，并打算給席拉阿姨送去，但庫達卻說去城堡的路上十分危險，席拉阿姨會為此很生氣的。露米娜卻說這是她們去城堡唯一的機會，必須得去。露米娜就這樣和庫達一起踏上了冒險的旅程。
經歷各種危險，最終達到了她們夢寐以求的皇家城堡。在城堡裡，露米娜偷偷使用她的珍珠魔法來幫助她新認識的朋友們準備皇家舞會。在舞會上，露米娜意外揭露了毒害國王的預謀事件，拯救了王國。同時，她的真實身份也被揭開，由于她在拯救王國時使用了珍珠魔法，被認出她就是國王和皇后丢失已久的女兒，曾經卡利戈指使席拉阿姨殺掉公主，但席拉阿姨不忍心這樣做，就把公主給藏了起來，并撫養長大，一直保護着她。

## 配音員
| 角色                         | 原聲            | 國語配音 | 國語配音 | 國語配音 |
| 角色                         | 原聲            | 中国大陆 | 台湾     |          |
| ---------------------------- | --------------- | -------- | -------- | -------- |
| 露米娜（Lumina）             | 凱莉·謝里丹     | 锺薇     | 傅其慧   |          |
| 達爾芬王子（Prince Delphin） | 布莱恩·多伊     | 维亚     | 潘冠宏   |          |
| 卡利戈（Caligo）             | 约翰·诺瓦克     | 大牛     | 康殿宏   |          |
| 柯拉（Cora）                 | 麦肯齐·波特     | 小洁     | 黃珽筠   |          |
| 菲基斯（Fergis）             | 西蒙·希尔       | 赵威     | 蔣鐵城   |          |
| 庫達（Kuda）                 | 凱蒂·克朗       | 小云     | 許淑嬪   |          |
| 露克丝夫人（Madame Ruckus）  | 凱斯琳·巴爾     | 李丽蓉   | 鄭仁麗   |          |
| 莫瑞（Murray）               | 皮特·纽         | 林森     | 夏治世   |          |
| 珊卓（Sandrine）             | 妮姬·柏克       | 周秀娜   | 丘梅君   |          |
| 席拉（Scylla）               | 帕特里夏·帕滕登 | 李俊英   | 崔幗夫   |          |
| 史巴克（Spike）              | 詹姆斯·樋口时彦 | 大饼     | 符爽     |          |
| 尼爾尤斯国王（King Nereus）  | 馬克·奧利佛     | 张立昆   | 陳宗岳   |          |
| 羅拉皇后（Queen Lorelei）    | 蕾貝卡·蕭伊凱特 | 春水     | 丘梅君   |          |

## 歌曲
Mermaid Party
创作：Jeannie Lurie, Gabriel Mann, Rob Hudnut
演唱：Nevada Brandt
Light Up The World
创作：Jeannie Lurie, Gabriel Mann, Rob Hudnut
演唱：Rachel Bearer

## 配音譯製人員
中国大陆國語版工作人員
- 翻译：SDI Internal Translation Team
- 对白领班：蔡济生
- 歌词翻译：陶贊新
- 对白录音师/对白编辑：黄达夫
- 执行制作：Ynonne Leung
- 制作统筹：关惠霞
- 国际项目统筹：Chrystel Alard, Angela Sa

台灣國語版工作人員
- 翻譯：劉惠嵐
- 對白領班/對白編寫：夏治世
- 對白錄音師：蔡怡瑩
- 執行製作：吳怡潔
- 製作統籌：王紀盛
- 國際專案統籌：Chrystel Alard, Angela Sa

## 外部連結
- 芭比之珍珠公主 Barbie and pearel princess (DVD) - 傳訊時代多媒體（繁體中文）
- 在Netflix上觀看《芭比之珍珠公主》
- 互联网电影数据库（IMDb）上《芭比之珍珠公主》的资料（英文）
- 豆瓣电影上《芭比之珍珠公主》的資料 （简体中文）
- AllMovie上《芭比之珍珠公主》的资料（英文）
- 爛番茄上《芭比之珍珠公主》的資料（英文）